# Leixão da Gaivota
Das europäische Vogelschutzgebiet Leixão da Gaivota (deutsch: Möwen-Felseninsel) liegt im dem Mittelmeer vorgelagerten Abschnitt des Atlantiks vor der Küste der Algarve im Süden von Portugal. Die Insel gehört zur Ortschaft Vale da Azinhaga, einem Ortsteil der Gemeinde Ferragudo. Das 0,16 ha große Schutzgebiet umfasst eine einzelne Felsinsel, auf der sich eine Kolonie des Seidenreihers mit 25 bis 30 Paaren befindet.
Leixão da Gaivota wurde 1988 als Vogelschutzgebiet ausgewiesen und ist das kleinste der 62 portugiesischen Vogelschutzgebiete.

## Schutzzweck
Folgende Vogelarten sind für das Gebiet gemeldet; Arten, die im Anhang I der Vogelschutzrichtlinie geführt sind, sind mit * gekennzeichnet:
| Bild         | Anhang I | EU Code | Art          | wissenschaftlicher Name |
| ------------ | -------- | ------- | ------------ | ----------------------- |
| Seidenreiher | *        | A026    | Seidenreiher | Egretta garzetta        |